# Haile Micael Kedir
Haile Micael Kedir (nascido em 8 de setembro de 1944) é um ex-ciclista etiopiano.
Competiu nos Jogos Olímpicos de 1980, realizados na cidade de Moscou, União Soviética, onde terminou em 23º no contrarrelógio por equipes (100 km).